# Inge Wolfram
Inge Wolfram (* 7. September 1949 in Suhl) ist eine deutsche Malerin und Grafikerin.

## Leben und Werk
Inge Wolfram absolvierte von 1966 bis 1969 eine Lehre als Malerin und arbeitete dann in ihrem Beruf. Von 1970 bis 1973 studierte sie bei Willi Sitte an der Hochschule für industrielle Formgestaltung Halle – Burg Giebichenstein und anschließend bis 1976 bei Bernhard Heisig, Arno Rink und Dietrich Burger an der Hochschule für Grafik und Buchkunst Leipzig. Seitdem arbeitete sie in Dragun als freischaffende Malerin und Grafikerin.
Inge Wolfram war bis 1990 Mitglied des Verbands Bildender Künstler der DDR.

## Ehrungen
- 1980: Preis der Ausstellung Junge Künstler der DDR
- 1986: Preis im Wettbewerb Junge Künstler der DDR und der UdSSR

## Werke (Auswahl)
- Junges Glück (1977, Collage mit Öl; auf der VIII. Kunstausstellung der DDR)[1]
- Der Alte; zu Juri Trifonows Roman (1981, Öl)[2]
- Landschaft mit Traktoren (1982, Öl auf Leinwand; aus der Folge Mecklenburg; auf der IX. Kunstausstellung der DDR)

## Ausstellungen (unvollständig)

### Einzelausstellungen
- 1979: Schwerin, Galerie am Dom (mit Josef Schmidt)
- 1981: Rostock, Galerie am Boulevard (Aquarelle)

### Teilnahme an zentralen und wichtigen regionalen Ausstellungen in der DDR
- 1972 bis 1983: Dresden, VII. bis IX. Kunstausstellung der DDR
- 1978 und 1980: Frankfurt/Oder, Galerie Junge Kunst („Junge Künstler der DDR“)
- 1979 und 1985: Schwerin, Bezirkskunstausstellungen